# Pradhan Mantri Rashtriya Bal Puraskar
Le prix Pradhan Mantri Rashtriya Bal Puraskar, littéralement, en français : Prix national du Premier ministre pour les enfants, est une distinction civile en Inde. 
Ce prix comporte deux catégories : Bal Shakti Puraskar, décerné à des citoyens indiens de moins de 18 ans pour des réalisations exceptionnelles dans les domaines de l'innovation, des résultats scolaires, du service social, des arts et de la culture, de la bravoure ou du sport, et Bal Kalyan Puraskar, décerné à des personnes ou à des organisations ayant apporté une contribution exceptionnelle au développement, à la protection ou au bien-être des enfants.
Le Bal Kalyan Puraskar, précédemment appelé National Child Welfare Awards (en français : Prix nationaux pour la protection de l'enfance), a été institué par le ministère de la Femme et du Développement de l'enfant, en 1979, et le Bal Shakti Puraskar, précédemment le National Child Award (en français : Prix national de l'enfant), a été institué par l'ONG Indian Council for Child Welfare en 1996. En 2018, les deux prix ont été renommés et combinés dans le Pradhan Mantri Rashtriya Bal Puraskar, qui est administré par le ministère des Femmes et du Développement de l'enfant.
Il est décerné par le président de l'Inde dans la semaine précédant le Jour de la République, le 26 janvier, au Durbar Hall du Rashtrapati Bhavan à New Delhi.  Auparavant, les prix étaient décernés à l'occasion de la Journée de l'enfant (en). Le Premier ministre indien rencontre également les lauréats dans sa résidence. En 2021, en raison de la pandémie de COVID-19, la cérémonie de remise des prix s'est déroulée en ligne et le Premier ministre a rencontré les lauréats par vidéoconférence.